# Цинсинь
Цинси́нь (кит. упр. 清新, пиньинь Qīngxīn) — район городского подчинения городского округа Цинъюань провинции Гуандун (КНР).

## История
Когда земли Намвьета были завоёваны империей Хань, то в 111 году до н. э. здесь был образован уезд Чжунсу (中宿县).
В эпоху Южных и северных династий, когда эти места находились в составе южной империи Лян, в начале VI века был создан объединивший 5 уездов Цинъюаньский округ (清远郡), от названия которого и пошёл топоним «Цинъюань». После объединения китайских земель в составе империи Суй Цинъюаньский округ и уезд Чжунсу были в 590 году расформированы, а в этих местах были созданы уезды Цинъюань (清远县) и Чжэнбинь (政宾县). После смены империи Суй на империю Тан уезд Чжэнбинь был в 623 году присоединён к уезду Цинъюань.
После вхождения этих мест в состав КНР был образован Специальный район Бэйцзян (北江专区), и уезд Цинъюань вошёл в его состав. В 1952 году Специальный район Бэйцзян был расформирован, и уезд перешёл в состав Административного района Юэбэй (粤北行政区). В конце 1955 года было принято решение о расформировании Административного района Юэбэй, и с 1956 года уезд вошёл в состав Специального района Шаогуань (韶关专区), который в 1970 году был переименован в Округ Шаогуань (韶关地区).
В июле 1983 года уезд Цинъюань был передан под юрисдикцию властей Гуанчжоу.
Постановлением Госсовета КНР от 7 января 1988 года был образован городской округ Цинъюань, и эти земли перешли в его состав; уезд Цинъюань был при этом расформирован, а на его территории были созданы районы Цинчэн и Цинцзяо (清郊区, «Пригородный район Цинъюаня»).
В 1992 году район Цинцзяо (清郊区) был преобразован в уезд Цинсинь (清新县).
В декабре 2012 года уезд Цинсинь был преобразован в район городского подчинения.

## Административное деление
Район делится на 8 посёлков.